# 수낙
수낙 차이나 홀딩스 리미티드 또는 수낙(중국어 간체자: 融创, 병음: Róngchuàng)은 중화인민공화국 톈진시에 본사를 둔 주요 부동산 개발업자이다. 이 회사는 대규모의 중고급 부동산 개발에 집중한다. 본사가 있는 톈진시 시장뿐만 아니라 베이징시, 충칭시, 우시시 및 기타 도시에서도 사업을 운영한다.
2017년 7월, 수낙은 다롄 완다의 관광 프로젝트와 호텔을 매입하기 위해 93억 달러 규모의 계약을 체결하여 당시 중국에서 두 번째로 큰 부동산 거래를 성사시켰다.

## 역사
수낙은 2003년 톈진시에서 썬코 그룹의 설립자, 회장 겸 CEO였던 쑨훙빈에 의해 설립되었다. 2010년 10월 7일 홍콩 증권거래소에 IPO 가격 주당 3.48 홍콩 달러로 상장되었다.
2017년 7월, 수낙은 다롄 완다로부터 13개의 관광 프로젝트를 66억 달러에 인수했다. 이 회사는 또한 2017년에 중국 스트리밍 서비스인 르닷컴의 지분을 인수했다.
2020년 3월, 이 회사는 2019년 수익이 37억 달러로 전년 대비 57% 증가했다고 보고했다.
2022년 4월, 수낙은 2020년~2023년 중국 부동산 위기로 인해 연간 실적 보고 기한을 놓쳐 거래가 중단된 주식 중 하나였다.
2023년 9월, 수낙은 미국 파산법 제15조에 따라 파산 신청을 했다.
2025년 1월, China Cinda (HK) Asset Management는 수낙이 3천만 달러의 대출금을 상환하지 못하자 청산 소송을 제기했다. 이 소송은 다른 채권자들의 조기 상환 요구 또는 강제 집행 조치로 이어질 수 있다.

## 기업 업무
이 회사는 둥청구 원 센트럴(使馆壹)에 사무실이 있고, 난카이구 마그네틱 플라자(奥城商业广场)에 사무실이 있다.